# 4368 Pillmore
4368 Pillmore è un asteroide della fascia principale del diametro medio di circa 20,93 km. Scoperto nel 1981, presenta un'orbita caratterizzata da un semiasse maggiore pari a 3,1855484 UA e da un'eccentricità di 0,0148034, inclinata di 20,95326° rispetto all'eclittica.